# جامعة دونيتسك التقنية
جامعة دونيتسك التقنية تعد واحدةً من أكبر الجامعات في أوكرانيا والثانية في الترتيب على الجامعات الأوكرانية بعد جامعة كييف[بحاجة لمصدر].

## التأسيس

### التاريخ
انشئت في مايو 1921 وكانت وقتها مدرسة ثانوية حتى عام 2001 فصارت جامعةً تسمى جامعة دونيتسك التقنية الوطنية. في عام 2014 نتيجة للأحداث السياسية والعسكرية في دونيتسك نقلت إلى مدينة كراسنورميسك.[بحاجة لمصدر]

## التنظيم
تضم الجامعة 5 كليات، و 6 معاهد، و 25 إدراة.[بحاجة لمصدر]
ويوجد في مكتبتها ما يزيد عن 1.9 مليون كتاب.[بحاجة لمصدر]
كذلك يوجد بالجامعة 33 مختبرًا، 6 مجمعات رياضية، صالة ألعاب، حمام سباحة، 5 قاعات للطعام، ومركزَين للياقة البدنية.[بحاجة لمصدر]

## التكريم
في 1941، منحت الجامعة وسام «الراية الحمراء» من حزب العمال تقديرًا لتخريجها العديد من الموظفين ذوو الكفاءة العالية.[بحاجة لمصدر] عام 2003 منحت الجامعة وسام الصداقة بين الشعوب لتخريجها وتدريبها العديد من المهندسين والفنيين[بحاجة لمصدر].